# Sedgefield (distrikt)
Sedgefield var mellan 1974 och 2009 ett distrikt i grevskapet Durham, England. Distriktet har 87 206 invånare (2001). År 2009 blev distriktet en del av enhetskommunen Durham.

## Civil parishes
- Bishop Middleham, Bradbury and the Isle, Chilton, Cornforth, Ferryhill, Fishburn, Great Aycliffe, Middridge, Mordon, Sedgefield, Shildon, Spennymoor, Trimdon och Windlestone.[2]